# Mateus Soares de Azevedo
Mateus Soares de Azevedo é um islamólogo, esoterismólogo e historiador de religiões  brasileiro de trânsito internacional. Ao longo das últimas décadas, tem participado ativamente dos debates intelectuais no Brasil e exterior, publicando onze livros de sua autoria, além de mais de uma centena de ensaios e artigos, em torno da Filosofia Perene e de correntes místicas de Cristianismo e Islã. Alguns desses livros e artigos foram traduzidos para o inglês, o francês, o espanhol, o italiano e o servo-croata, e publicados em Portugal, Espanha, Argentina, Estados Unidos, Canadá, França, Itália e Bósnia. A edição em inglês de seu Homens de um Livro Só, publicada por World Wisdom Books, foi eleita livro do ano na categoria "religião comparada" nos Estados Unidos, em 2011, e conquistou o prêmio USA Best Books 2011 Awards. Seu estilo se caracteriza pela “clareza, objetividade e toda despretensão proselitista”, como escreveu J. C. Ismael em artigo no jornal O Estado de S. Paulo 
Conferencista e palestrista, Soares de Azevedo deu palestras e participou de debates em universidades e centros de estudo, no Brasil e exterior. USP, PUC-SP, Universidade Federal da Paraíba, Universidade Federal do Rio de Janeiro, Universidade Luterana de São Leopoldo (RS), Universidade de Caxias do Sul (RS), Universidad del Pacifico (Chile), George Washington University (EUA), Instituto Agostinho dos Santos (Lisboa) e Itamaraty - Ministério das Relações Exteriores (Brasília), entre outras instituições. 
Como tradutor, verteu do inglês e do francês para o português obras de autores da Filosofia Perene, entre eles Frithjof Schuon, William Stoddart, Martin Lings, Rama Coomaraswamy, Mahmoud Bina e Alireza Ziarani. 

## Vida
Nascido na capital mineira, em família com raízes em Ouro Preto, ele passou a infância nesta cidade histórica. Seus antepassados incluem Bernardo Pereira de Vasconcelos, ministro da Justiça e da Fazenda no Império e governador de Minas Gerais, e Diogo de Vasconcelos, historiador e político, autor da História Média de Minas Gerais. Em São Paulo, ele cursou o antigo ginásio e o científico no Colégio Santa Cruz, Letras na Universidade de São Paulo (USP) e Jornalismo na Pontifícia Universidade Católica (PUC/SP). Cursou também Relações Internacionais na George Washington University (EUA) e obteve o Mestrado em História das Religiões pela USP. 
Soares de Azevedo fez viagens à Europa, Oriente Médio e Ásia para contatar autoridades espirituais e acadêmicas, recolher material para seus livros e entrevistar autores perenialistas. No Velho Continente, aprofundou-se no conhecimento dos três principais ramos do Cristianismo, visitando países católicos (Portugal, Espanha, França, Itália, Irlanda e Croácia); protestantes (Inglaterra, Escócia, Holanda, Suíça e Alemanha; e ortodoxos (Rússia). Viajou também a países muçulmanos, como Irã, Turquia, Marrocos, Bósnia e Tunísia, em busca de contato direto com a realidade islâmica. No Japão, aprofundou-se no Budismo amidista e no Xintô.

## Obra
É autor de onze livros de Religião Comparada, acerca da Filosofia Perene e as dimensões místicas e esotéricas de Cristianismo e Islã em particular. Ativo expositor da escola perenialista e da obra de Frithjof Schuon em língua portuguesa. Seus livros mais recentes são A Vida Secreta das Cidades (Portugal, Ponte editora, 2023), Ordens Sufis no Islã: Iniciação às Confrarias Esotéricas muçulmanas no Irã xiita e no mundo sunita (S. Paulo, Polar editorial, 2020) e ‘’Alchemy of Love: Sexuality & the Spiritual Life’’ (EUA, Sophia Perennis, 2020).
A Vida Secreta das Cidades traz capítulos sobre a história oculta de cidades emblemáticas do mundo, do Oriente e do Ocidente. Moscou, Istambul, Quioto, Siena, Fez, Stratford upon Avon, Esfahan, São Paulo e o Cairo são algumas delas. 
Ordens Sufis no Islã é um trabalho pioneiro em língua portuguesa, a primeira obra exclusivamente dedicada ao tema das confrarias sufis publicado no Brasil. As Ordens Sufis estão no cerne do que há de mais impactante no mundo islâmico, do pensamento às artes, da arquitetura à mística, dos costumes ao vestuário e mesmo à política. A obra avalia o impacto das confrarias na história; seus métodos, doutrinas e rituais; o advento do Islã na Pérsia e o Sufismo no Irã contemporâneo, entre outros temas. 
Quanto a Alchemy of Love: Sexuality & the Spiritual Life, o autor norte-americano Samuel Bendeck Sotillos escreveu: “Obra única, explora os fundamentos metafísicos da sexualidade de uma forma que raramente vemos hoje em dia.” 
Outros livros seus são Filosofia Perene e Cristianismo, que recebeu do professor e autor norte-americano Wolfgang Smith o seguinte comentário: “A brilliant selection of seminal and at times provocative texts which no serious student can afford to miss” ("Uma seleção brilhante de textos seminais e às vezes provocativos que nenhum estudante sério pode perder.")

Men of a Single Book: Fundamentalism in Islam, Christianity and Modern Thought, publicado nos EUA por World Wisdom Books, em 2010, ganhou o prêmio literário norte-americano de livro do ano na categoria Religião Comparada. Foi assim caracterizado nas páginas da revista norte-americana Parabola: “This groundbreaking book by the award-wining Brazilian author analyzes what the author has perceptively phrased ‘secular fundamentalism’.” 
Outras obras são: Ocultismo e Religião: em Freud, Jung e Mircea Eliade  e "Homens de um Livro Só: o Fundamentalismo no Islã, no Cristianismo e no Pensamento Moderno" . Nesta última, discute o fundamentalismo militante, o sequestro da religião pela intolerância e, também, o moderno fenômeno do que chama de fundamentalismo anti-religioso (sobretudo o de escritores ateus como Christopher Hitchens e Richard Dawkins). Homens de um Livro Só foi traduzido para o inglês e publicado nos Estados Unidos em 2010.
Em A Inteligência da Fé: Cristianismo, Islã, Judaísmo (Nova Era, 2006), traça convergências entre as três grandes tradições monoteístas, enfatizando suas dimensões mais universais e esotéricas..
Mateus publicou mais de uma centena de ensaios de filosofia das religiões e crítica da mentalidade materialista nos principais jornais brasileiros, como Folha de S.Paulo, O Estado de S. Paulo, História Viva, Gazeta Mercantil, entre outros. Alguns deles foram traduzidos para o inglês, o francês, o espanhol e o italiano, e publicados nas revistas Sophia (EUA), Sacred Web (Canadá), Dossier H e Ultreia (França).
Organizou e editou uma antologia sobre a influência da Filosofia Perene no Cristianismo, intitulada Ye Shall Know the Truth: Christianity and the Perennial Philosophy ("Conhecereis a Verdade: Cristianismo e Filosofia Perene"). O volume foi publicado nos EUA por World Wisdom. Neste volume, colaborou com a Introdução e o capítulo "Sábios e santos de nossa época à luz da Filosofia Perene", no qual discute os aspectos comuns do pensamento e da ação de figuras de diferentes tradições, como os franciscanos Padre Pio e Consolata Betrone, o mestre sufi Ahmad al-Alawi, o visionário pajé sioux Black Elk e o sábio indiano Shri Ramana Maharshi.
Traduziu e editou duas dezenas de obras dedicadas às ideias e à relevância da  Filosofia Perene e da espiritualidade tradicional no mundo contemporâneo. Entre elas, O Homem no Universo, Forma e Substância nas Religiões e Para Compreender o Islã, de Frithjof Schuon. A Arte Sagrada de Shakespeare, de Martin Lings, e Cartas do diabo ao seu aprendiz, de C. S. Lewis. 
Nos Estados Unidos, organizou e editou Remembering in a World of Forgetting: Thoughts on Tradition and post-modernism, coletânea de ensaios do perenialista britânico William Stoddart. Sobre este livro, Mary Ann Brussat observou: “In this scholarly paperback edited by Mateus Soares de Azevedo, William Stoddart (…) celebrates the truth of religion, orthodoxy, and mysticism.” (“Nesta obra erudita organizada por Mateus Soares de Azevedo,  Stoddart celebra a verdade da religião, da ortodoxia e do misticismo”).

Mateus vive em São Paulo, capital.

## Obras
- A Vida Secreta das Cidades (Lisboa, Ponte Editora, 2023). ISBN 978-989-53963-2-0
- Ordens Sufis no Islã: Iniciação às confrarias esotéricas muçulmanas no Irã xiita e no mundo sunita (São Paulo, Polar, 2020). ISBN 978-85-867-7541-3
- Alchemy of Love: Sexuality & the Spiritual Life (EUA, Sophia Perennis, 2020)
- O Livro dos Mestres (São Paulo, Ibrasa, 2016). ISBN 978-85-348-0363-2[16]
- Filosofia Perene e Cristianismo: o desafio da modernidade (São Paulo, Ibrasa, 2016)[17]
- Ocultismo e Religião em Freud, Jung e Eliade (Ibrasa, S. Paulo, 2011. Em co-autoria com Harry Oldmeadow.) ISBN 9788534803366[18]
- Men of a Single Book: Fundamentalism in Islam, Christianity and Modern Thought (edição revista e ampliada com dois novos capítulos e um prefácio, World Wisdom, 2010) ISBN 9781935493181[19]
- Homens de um Livro Só: O Fundamentalismo no Islã, no Cristianismo e no Pensamento Moderno(Best Seller/Nova Era, 2008) ISBN 9788577012831
- A Inteligência da Fé: Cristianismo, Islã e Judaísmo(Record/Nova Era, 2006) ISBN 8577010457[20]
- Ye shall know the truth: Christianity and the Perennial Philosophy (World Wisdom, EUA, 2005) ISBN 0941532690[21]
- Mística Islâmica: convergência com a espiritualidade cristã (3a. edição, Vozes, 2001) ISBN 8532623573[22]
- Iniciación al Islam y Sufismo (Barcelona, 2004) ISBN 8471755327
- Iniciação ao Islã e ao Sufismo (4a. edição, Record, 2000) ISBN 8501041815
- Bob Marley (São Paulo, Brasiliense, 1984. Em co-autoria com Cassiano Quillicci)

### Contribuições e introduções
- Rumo ao Essencial: Cartas de Guiamento Espiritual (de Frithjof Schuon. Livros Perenes, 2024) ISBN 978-65-00-95332-9
- Ter um Centro (de Frithjof Schuon. Polar, 2018)
- A Unidade Transcendente das Religiões (de F. Schuon. Irget, 2013. 2a edição, revista e ampliada.)
- Lembrar-se num Mundo de Esquecimento (de W. Stoddart. Sapientia, 2013)
- Traços de Luz (de Faouzi Skali. D'Livros, 2013)
- Ensaios sobre a Destruição da Tradição Cristã (de Rama Coomaraswamy) (Irget, 2013. 2a edição, revista e ampliada.)
- Forma & Substância nas Religiões (de Fritthjof Schuon. Sapientia, 2010) ISBN 9788562052033
- Remembering in a World of Forgetting: Thoughts on Tradition and Postmodernism (de William Stoddart. World Wisdom, EUA, 2006) ISBN 9781933316468
- O Estudo das Religiões: desafios contemporâneos (de Silas Guerriero. Paulinas, 2001)
- Para Compreender o Islã (de Frithjof Schuon. Record, 2005)
- O Homem no Universo (de Frithjof Schuon. Perspectiva, 2001)
- O Sentido das Raças (de Frithjof Schuon. Ibrasa, 2002)
- O Budismo ao seu alcance (de William Stoddart. Record, 2004)
- Sabedoria Tradicional & Superstições Modernas" (de Martin Lings. Polar, 1990)
- Dossier H - Frithjof Schuon (de P. Laude e J-B Aymard. Dervy-Livres, Paris, 2001)

### Artigos
- A Filosofia Perene não é para tolos (em co-autoria com William Stoddart)[23]
- A Ideologia do Estado Islâmico[24]
- A sexualidade na vida espiritual[25]
- Short answer to three militant atheists[26]
- A invenção da Terra de Israel [27]
- O Islã Hoje: entre Tradição e extremismo [28]
- Francisco e a profecia dos últimos papas de São Malaquias [29]
- Outros Islãs [30]
- Francisco 1 e a mitologia do concílio Vaticano 2 [31]
- Francisco poe poderosa ordem no coracao da igreja [32]
- Vaticano 2 se encerra com Bento 16[33]
- O Sermão da Montanha segundo a Filosofia Perene[34]
- (en)Rama Coomaraswamy: between Perennialism and traditional Catholicism [35]
- Deixem que os muçulmanos cuidem de si[36]
- (en)Frithjof Schuon & Sri Ramana Maharshi: a survey of the spiritual masters of the 20th Century. [37]
- Islã Cristianizado. [38]
- Sinais de Contradição na Opus Dei[39]

## Prêmios
A edição em inglês de Homens de um Livro Só, publicada por World Wisdom Books,  conquistou os seguintes prêmios literários nos Estados Unidos:
- primeiro lugar no USA Best Books 2011 Awards, na categoria Religião Comparada;
- "Silver medal" do Midwest Book Award, na categoria “Current Events” (eventos da atualidade);
- finalista do prestigiado Book of the Year Award, na categoria Religião.[40]